# Edificio Duque de Lerma
El Duque de Lerma es un rascacielos construido en Valladolid (España). Alcanza los 87 m de altura, con 23 plantas sobre el nivel del suelo. Es el edificio residencial más alto de Valladolid y también lo era de Castilla y León hasta que se construyó en 2009 la Torre de la Rosaleda de Ponferrada (León). Cuenta con 23 plantas (21 habitables) y 120 pisos residenciales. Se sitúa en la avenida de Salamanca, a la orilla derecha del río Pisuerga junto al Puente Mayor, en el barrio de Huerta del Rey.

## Historia

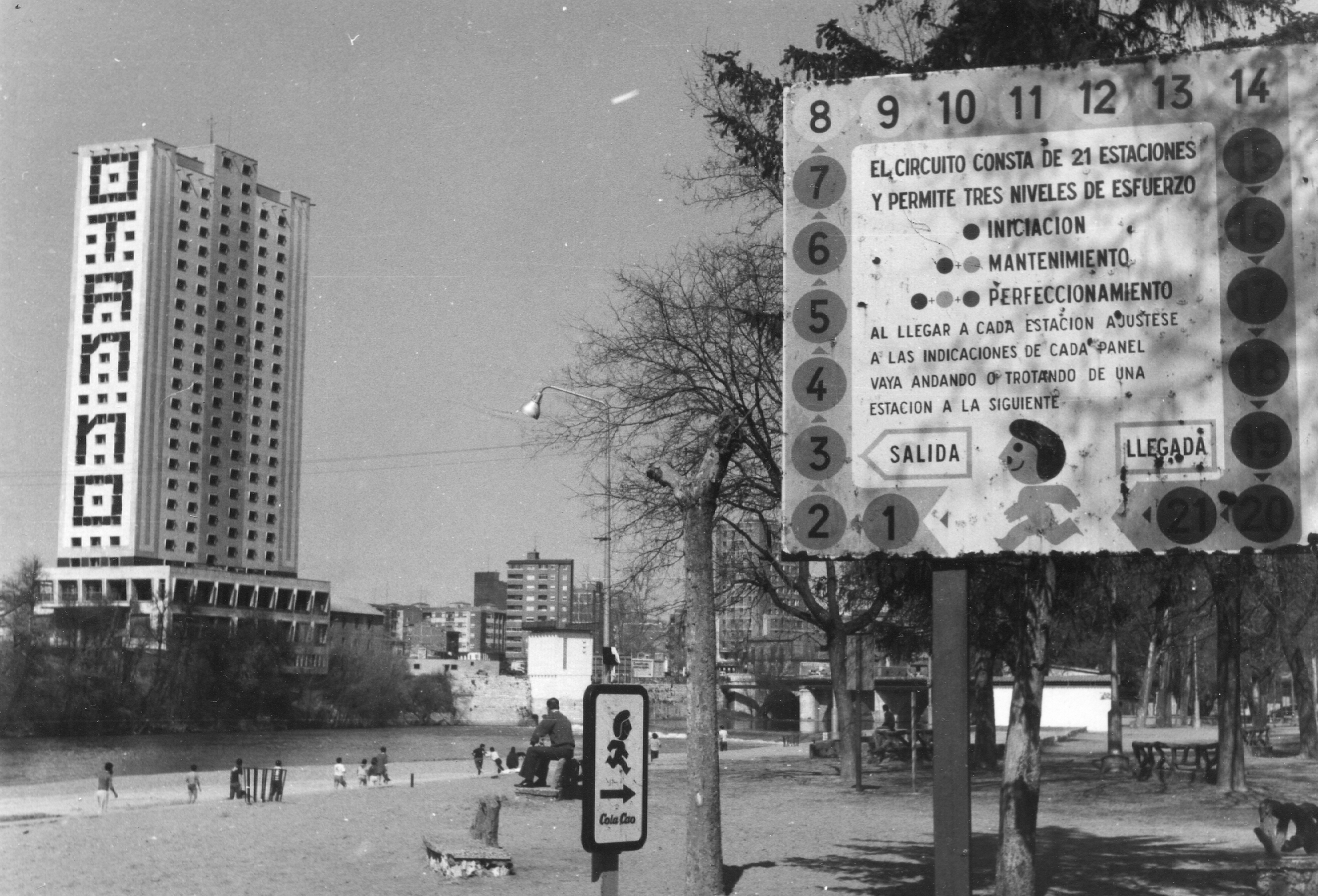
El Duque de Lerma con la pintada de OTAN NO desde la playa de las Moreras, en 1986.

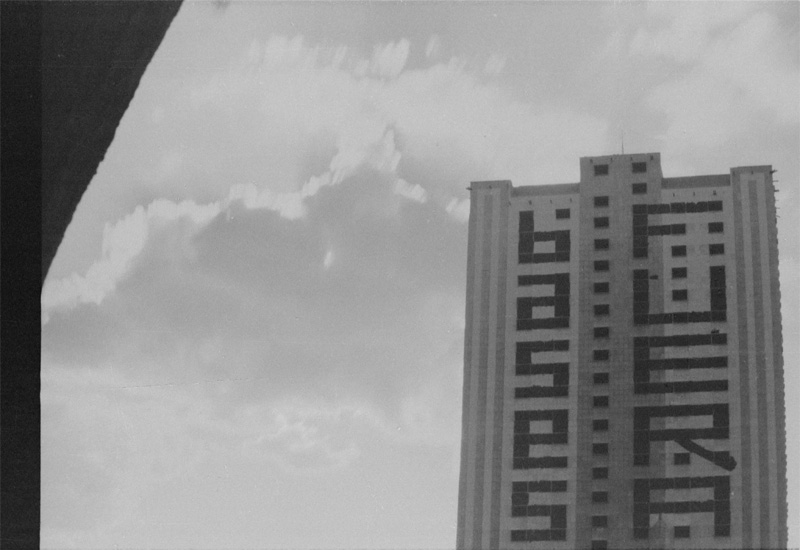
El Duque de Lerma en los años 1980, con pintadas reivindicativas.

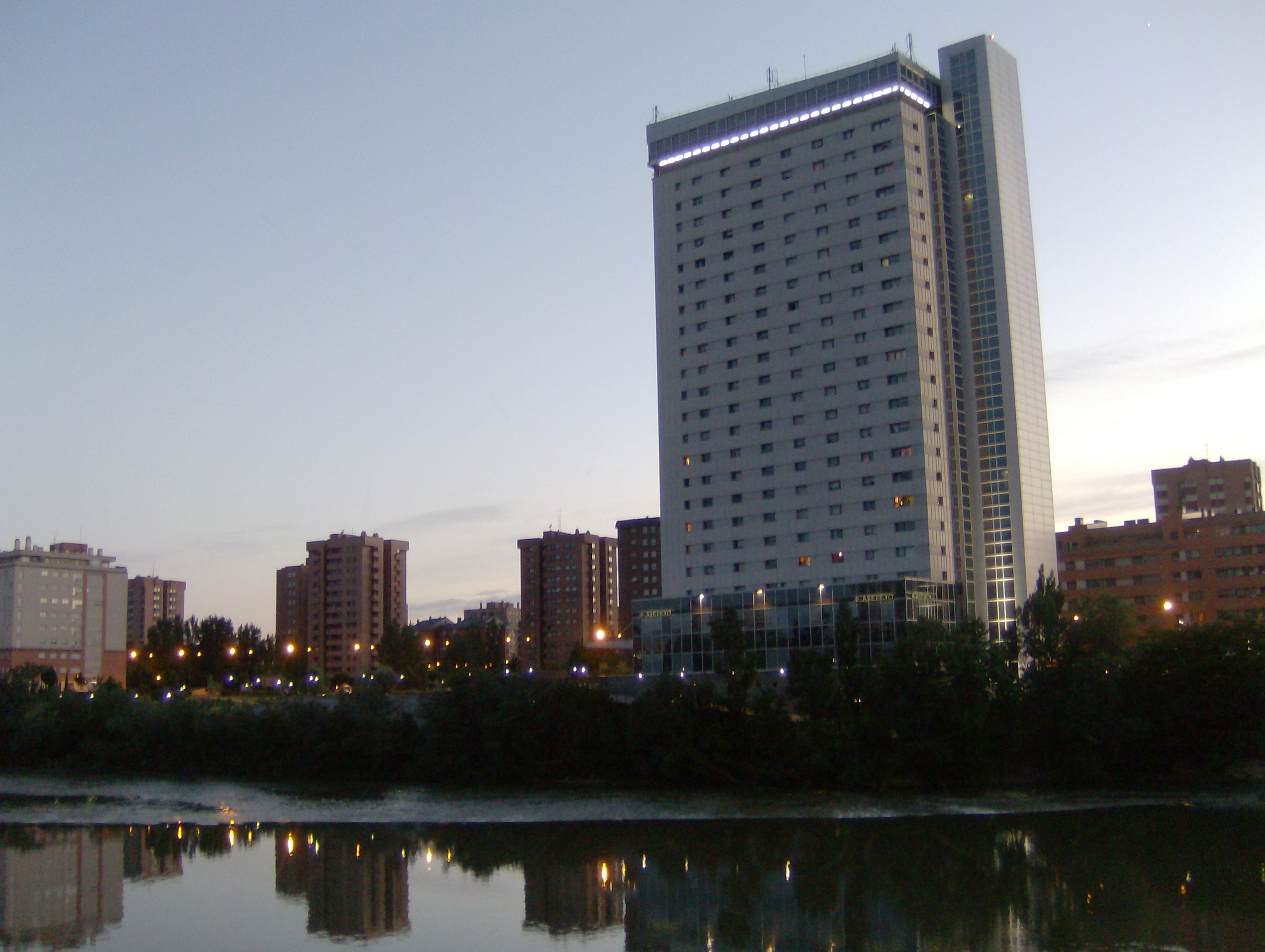
Vista fronto-lateral del rascacielos desde la orilla izquierda del Pisuerga, bajo el Puente Mayor, año 2007.

Comenzó a construirse en 1970 y la empresa GRUTRAMASA, entonces Grúas "El Madrileño", fue la encargada de la colocación del primer pilar del edificio. Sería uno de los tres rascacielos planificados de 32 plantas cada uno (100 metros de altura) a lo largo del río, con el rimbombante apelativo de: "Los Vigías de Castilla". Sólo se construyó esta torre, sólo se hicieron 23 de las 32 plantas proyectadas y a lo largo de muchos años estuvo inconcluso y abandonado, durante los cuales lució proclamas y pintadas en su fachada de la época de los años 1980 y 1990 como "0,7% YA", "OTAN NO", "BASES FUERA" o "VIDA SÍ, ABORTO NO".
En 1974 la Seguridad Social compró el inconcluso rascacielos con el objetivo de abrir una residencia para ancianos, proyecto que finalmente no cuajó. Tras la proclamación de la autonomía de Castilla y León el gobernador civil ofreció el ruinoso edificio como nueva sede con la esperanza de que lo rehabilitaran, aunque finalmente esta fue trasladada al castillo de Fuensaldaña. Sale a subasta pública el 16 de febrero de 1985 y se adjudicó a la empresa inmobiliaria Orecón por 330 millones de pesetas, aunque luego fue recurrido. En la época de abandono fue un lugar común en el que se juntaban mendigos, okupas, drogadictos y delincuentes. En los años 1990 tomó su aspecto actual y se adaptó su uso únicamente a edificio residencial. Durante este tiempo pasó por distintos dueños hasta su total finalización en 1999 por parte de la citada Orecón, que luego vendió los pisos (y construyó una planta más). Estuvo en varias ocasiones a punto de ser derruido durante el mandato del alcalde Rodríguez Bolaños debido a su estado de abandono.
Tan sólo dos años antes, a finales de 1997, el Ayuntamiento había conseguido desbloquear todos los obstáculos y cumplimentar todos los requisitos administrativos que impedían a la propiedad la reforma del edificio Duque de Lerma y las obras dieron comienzo en medio de una gran expectación ciudadana. El edificio fue inaugurado el 13 de diciembre de 1999 por el entonces alcalde Francisco Javier León de la Riva.
En 2015, tras un cambio de propietario, se inició la remodelación de la última planta para abrir un bar y un restaurante aprovechando su mirador. Ese mismo año se descubrió que el edificio está en situación ilegal desde 2004. En 2019 la situación seguía sin arreglarse en espera de un cambio en el Plan General de Ordenación Urbana (PGOU).

## Descripción

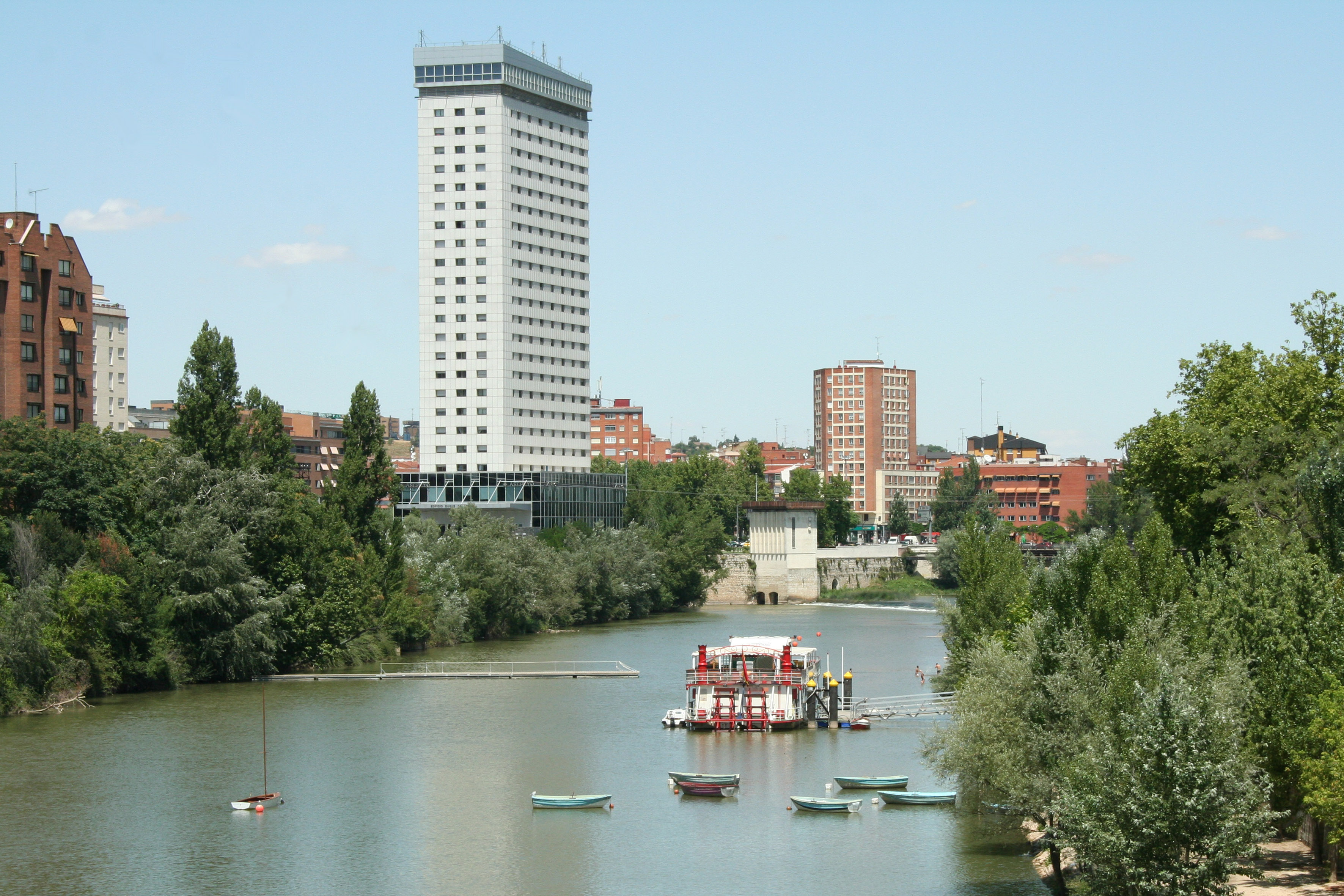
El río Pisuerga a su paso por Valladolid, con el Puente Mayor al fondo. En el medio se encuentra el barco Leyenda del Pisuerga. A la izquierda se puede observar la cara sur del rascacielos y en frente se sitúa la playa de las Moreras.

De estructura metálica arriostrada, con piezas oblicuas que impiden que el armazón se deforme, se utilizaron 700.000 kilos de acero, está revestido con granito y vidrio.
La torre mide 88 metros y consta de tres sótanos para garajes, un gran hall de 2.000 m², 20 plantas de apartamentos –cada una de ellas con dos viviendas de tres habitaciones (de 87 m²) tres de dos (64m²) y una de una (45 m²)– y una planta superior de 550 m².
Dispone de cinco ascensores, de los cuales dos son externos situados en la cara norte del edificio, con un peso de 350.000 kilos.[cita requerida] Su construcción -parón incluido- duró 30 años, de los cuales los dos últimos fueron de intensa rehabilitación. Dispone de iluminación artificial externa, de forma que en eventos culturales proyecta imágenes en su fachada. Tiene la misma altura que el Edificio Flatiron de Nueva York. Durante los años que estuvo abandonado a menudo era comparado con el también inconcluso rascacielos Hotel Ryugyong de Pionyang (Corea del Norte), acabado en 2013.
El nombre "Duque de Lerma" hace referencia al tordesillano Francisco de Sandoval y Rojas, I duque de Lerma, valido de Felipe III de España,  quien consiguió que la Corte se trasladara temporalmente a Valladolid, lo que en la práctica supuso que Valladolid se convirtió en la capital del Imperio entre los años 1601 y 1606.

### Comparación con otros edificios vallisoletanos
La comparación es la siguiente:
- 1º Edificio Duque de Lerma:  87 metros
- 2º Torre de la catedral de Valladolid (Catedral de Valladolid): 69 metros
- 3º Residencial Las Mercedes (en el Paseo de Zorrilla): 64 metros
- 4º Torre del Museo de la Ciencia: 55 metros

## En la cultura popular
En 2007, Santiago Lorenzo, un productor y director cinematográfico, escogió este emplazamiento para rodar algunas escenas de su segundo largometraje, Un buen día lo tiene cualquiera (también llamado Al calor de las brasas).

## Galería

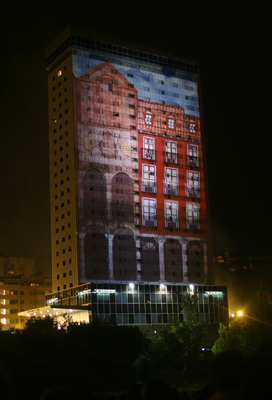
El Duque de Lerma iluminado con motivo de las fiestas de la ciudad con la acera de San Francisco, año 2007.
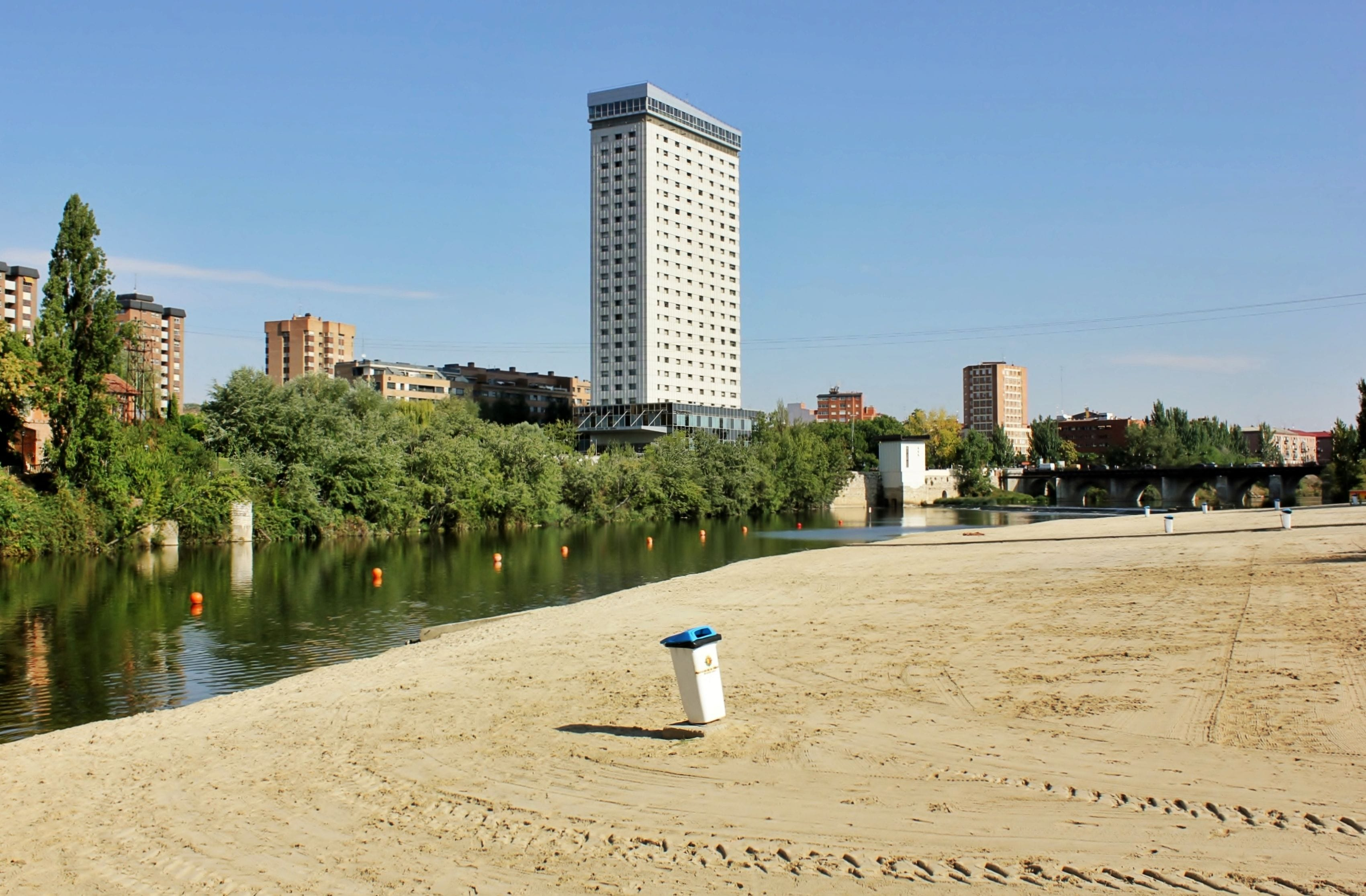
Vista desde la playa de las Moreras, año 2017.
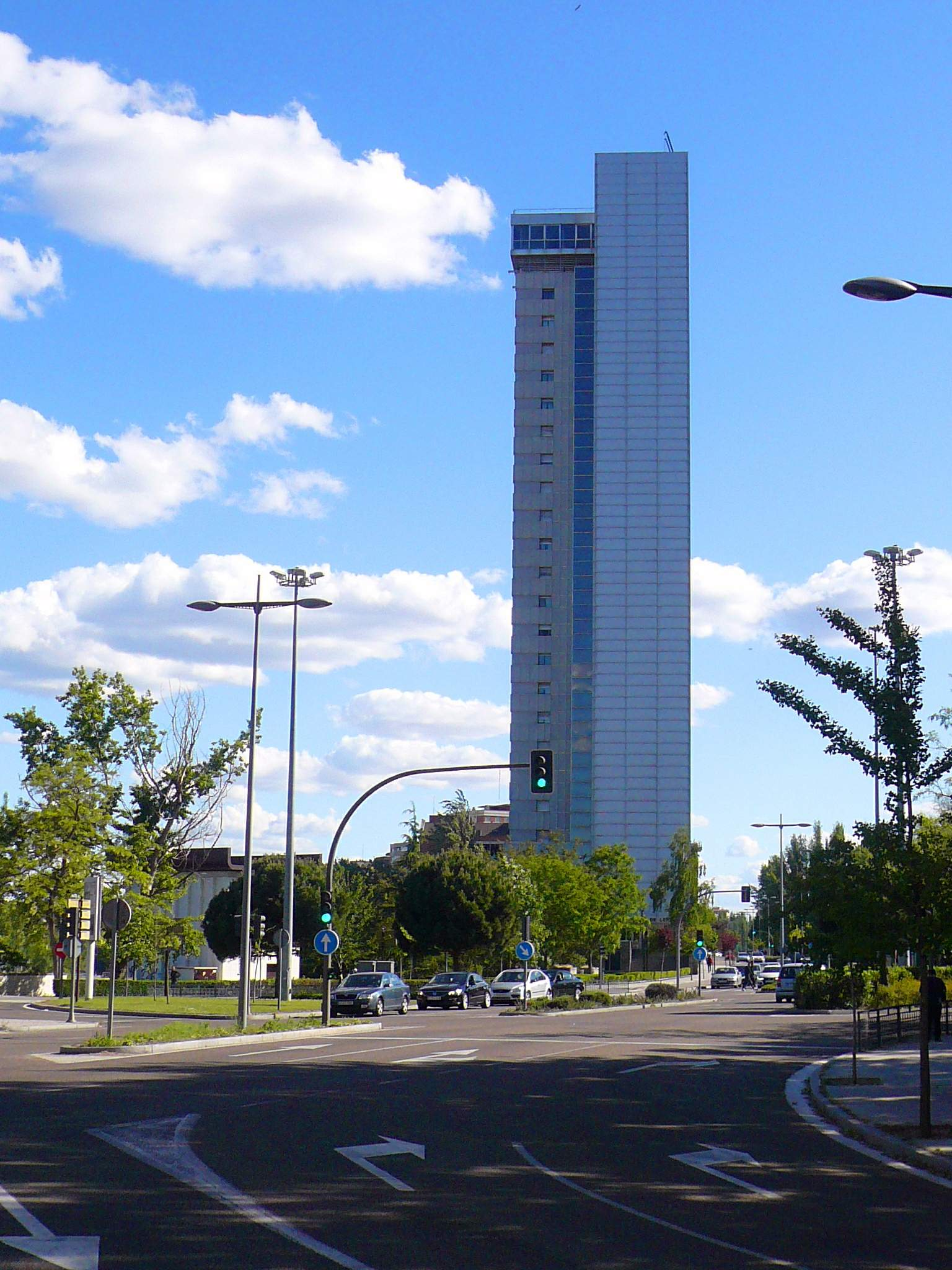
Vista de perfil, año 2021.
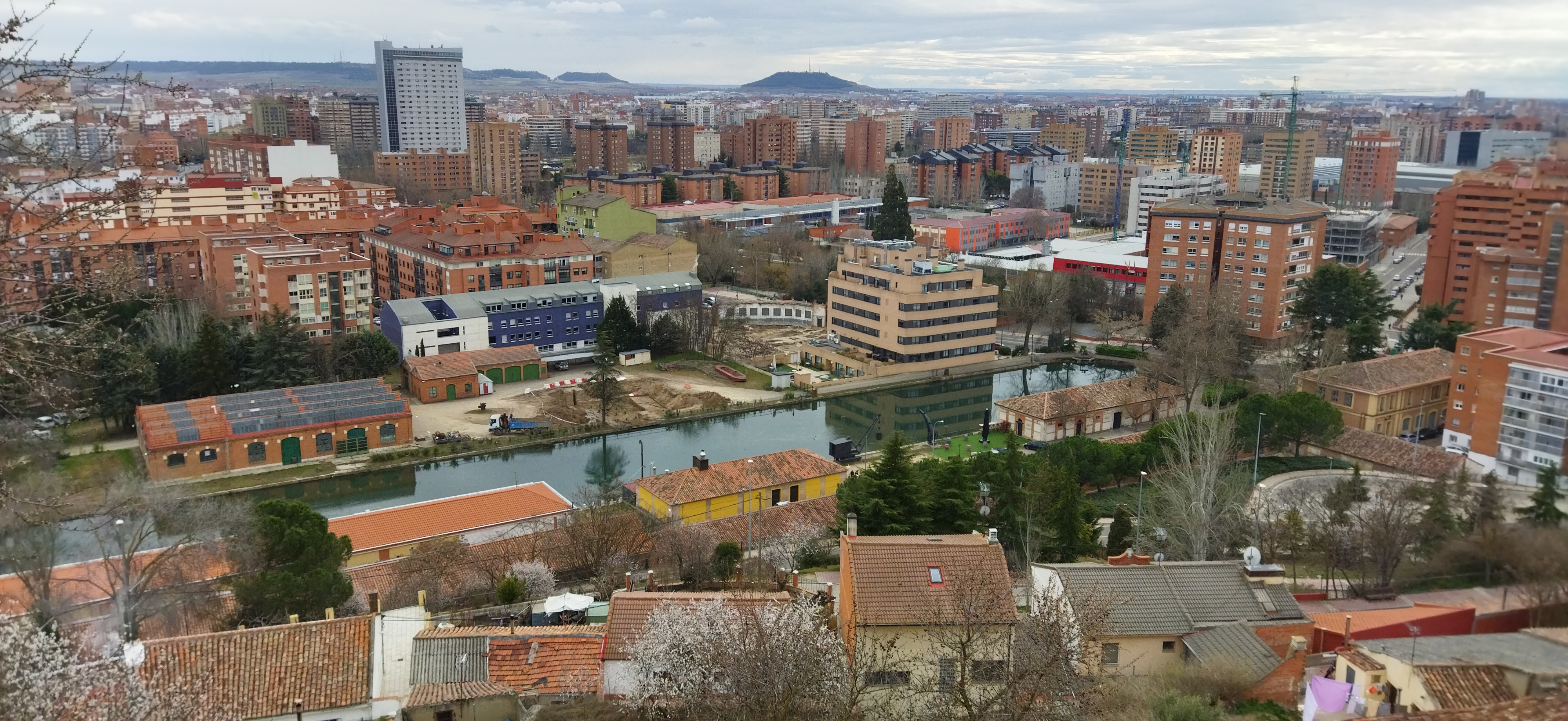
Vista panorámica del barrio de La Victoria, donde destaca el Edificio Duque de Lerma, en primer plano la dársena del Canal de Castilla, año 2022.